# Gran Premi d'Itàlia del 1959
Resultats del Gran Premi d'Itàlia de Fórmula 1 de la temporada 1959, disputat al circuit de Monza el 13 de setembre del 1959.

## Resultats de la cursa
| Pos | No | Pilot               | Equip             | Voltes | Temps/ Retir.  | Pos. de sort. | Punts |
| --- | -- | ------------------- | ----------------- | ------ | -------------- | ------------- | ----- |
| 1   | 14 | Stirling Moss       | Cooper - Climax   | 72     | 2h 04' 05. 4   | 1             | 8     |
| 2   | 32 | Phil Hill           | Ferrari           | 72     | + 46.7 s       | 5             | 6     |
| 3   | 12 | Jack Brabham        | Cooper - Climax   | 72     | + 1' 12.5 min. | 3             | 4     |
| 4   | 36 | Dan Gurney          | Ferrari           | 72     | + 1' 19.6 min. | 4             | 3     |
| 5   | 34 | Cliff Allison       | Ferrari           | 71     | + 1 Volta      | 8             | 2     |
| 6   | 38 | Olivier Gendebien   | Ferrari           | 71     | + 1 Volta      | 6             |       |
| 7   | 2  | Harry Schell        | BRM               | 70     | + 2 Voltes     | 7             |       |
| 8   | 6  | Jo Bonnier          | BRM               | 70     | + 2 Voltes     | 11            |       |
| 9   | 16 | Maurice Trintignant | Cooper - Climax   | 70     | + 2 Voltes     | 13            |       |
| 10  | 26 | Carroll Shelby      | Aston Martin      | 70     | + 2 Voltes     | 19            |       |
| 11  | 40 | Colin Davis         | Cooper - Maserati | 68     | + 4 Voltes     | 18            |       |
| 12  | 10 | Giorgio Scarlatti   | Cooper - Climax   | 68     | + 4 Voltes     | 12            |       |
| 13  | 4  | Ron Flockhart       | BRM               | 67     | + 5 Voltes     | 15            |       |
| 14  | 42 | Ian Burgess         | Cooper - Maserati | 67     | + 5 Voltes     | 16            |       |
| 15  | 28 | Giulio Cabianca     | Maserati          | 64     | + 8 Voltes     | 21            |       |
| Ret | 24 | Roy Salvadori       | Aston Martin      | 44     | Motor          | 17            |       |
| Ret | 8  | Bruce McLaren       | Cooper - Climax   | 22     | Motor          | 9             |       |
| Ret | 22 | Jack Fairman        | Cooper - Maserati | 18     | Motor          | 12            |       |
| Ret | 20 | Innes Ireland       | Lotus - Climax    | 14     | Frens          | 14            |       |
| Ret | 18 | Graham Hill         | Lotus - Climax    | 1      | Embragatge     | 10            |       |
| Ret | 30 | Tony Brooks         | Ferrari           | 0      | Embragatge     | 2             |       |

## Altres
- Pole: Stirling Moss 1' 39. 7

- Volta ràpida: Phil Hill 1' 40. 4 (a la volta 32)